# Submarí Naiade
El Naiade va ser un d'una dotzena de submarins de la classe Sirena, la segona subclasse de la Sèrie 600 de submarins costaners construïts per a la Regia Marina durant la dècada de 1930.

## Disseny i descripció
La classe Sirena era una versió millorada i ampliada dels anteriors submarins de la classe Argonauta. Desplaçaven 691 tones mètriques (680 tones llargues ) a la superfície i 850 tones mètriques (837 tones llargues) submergides. Els submarins feien 61,5 metres (201 peus 9 polzades) d'eslora, tenien una mànega de 5,7 metres (18 peus 8 polzades) i un calat de 4,7 metres (15 peus 5 polzades). La seva tripulació era de 45 oficials i mariners.
Per a la navegació en superfície, els vaixells eren propulsats per dos motors dièsel de 675 cavalls de potència (503 kW ), cadascun accionant un eix de l'hèlix. Quan estava submergida, cada hèlix era impulsada per un motor elèctric de 400 cavalls de potència (298 kW) . Podien arribar a 14 nusos (26 km/h; 16 mph) a la superfície i 7,5 nusos (13,9 km/h; 8,6 mph) sota l'aigua. A la superfície, la classe Sirena tenia una autonomia de 5.000 milles nàutiques (9.300 km; 5.800 milles) a 8 nusos (15 km/h; 9,2 mph); submergits, tenien un abast de 72 nmi (133 km; 83 milles) a 4 nusos (7,4 km/h; 4,6 mph).
Els vaixells estaven armats amb sis tubs de torpedes de 53,3 centímetres (21 polzades) , quatre a la proa i dos a la popa per als quals portaven un total de 12 torpedes . També estaven armats amb un sol canó de coberta de 100 mm (3,9 polzades) davant de la torre de maquinària per combatre a la superfície. L'armament antiaeri constava de dues o quatre metralladores de 13,2 mil·límetres (0,52 polzades).

## Història
Un cop en servei va ser destinat al X Esquadró de Submarins, amb base a Bríndisi.
El 1934 va emprendre un viatge d'entrenament a la conca occidental de la Mediterrània, amb parades a Almeria i les Balears.
El 1935 i el 1936 encara estava emprat en la formació en aigües italianes.
El novembre de 1936 va ser un dels primers submarins italians a participar en la guerra a Espanya: va completar tres missions fins al setembre de 1937, amb una durada respectivament de 8, 9 i 6 dies, tant en aigües espanyoles com al mar Egeu, però no va albirar cap vaixell sospitós.
El 1937 va ser destinat a Lero i l'any següent a Bríndisi, empleat al 42è Esquadró de Submarins. Finalment, cap al 1940, va ser enviat a la base líbia de Tobruk.
Enviat davant de la costa d'Alexandria a Egipte per a la primera missió (sota el comandament del tinent Luigi Baroni), el 12 de juny de 1940 va atacar un comboi de pontons remolcats amb canó : la munició, però, era defectuosa a causa de l'aigua infiltrada i, quan la canonera que escortava el comboi va començar a apuntar-lo amb metralladores, el submarí va haver de retrocedir. Cap a les deu del vespre del mateix dia va veure el gran petroler noruec Orkanger (8029 TRB) navegant, aparentment sol, cap a Alexandria: el Naiade va llançar tres torpedes , dos dels quals van colpejar la proa i al mig del vaixell, mentre que el tercer, defectuós, va fallar l'objectiu. Mentre l'Orkanger s'enfonsava (va ser el primer vaixell mercant enfonsat per una unitat italiana a la Segona Guerra Mundial)) el submarí es va allunyar sense danys, esquivant nombroses descàrregues de càrregues de profunditat per part de les unitats d'escorta, que no s'havien vist. El 15 de juny ela Naiade va tornar a Tobruk.
Posteriorment, el tinent de vaixell Pietro Notarbartolo va assumir el comandament.
El 14 de desembre al vespre, mentre es trobava en una missió a Sidi el Barrani, va escoltar a l'hidròfon el soroll de les turbines de dos vaixells: eren els destructors britànics Hereward i Hyperion, contra els quals va dirigir per atacar en profunditat de periscopi. No obstant això, va ser detectat pels dos vaixells britànics, que el van sotmetre a una guerra antisubmarina: les càrregues de profunditat van explotar a una profunditat una mica més profunda que la que es trobava el Naiade, però les explosions van colpejar el seu casc causant greus danys i una víctima, el mariner Gaetano Francoforte. Sortint a superficie per evitar enfonsar-se amb tota la tripulació i per intentar reaccionar amb el canó, el submarí, en ser la peça inutilitzable, va ser abandonat després d'iniciar les maniobres de buidatge, i es va enfonsar poc després. Tota la tripulació va ser rescatada (i capturada) per l'Hereward i l'Hyperion.
En total, el Naiade havia realitzat 4 missions d'exploració-ofensiva i 4 transferències, per un total de 4508 milles de navegació en superfície i 818 sota l'aigua.